# Thallium-209
Thallium-209 of 209Tl is een instabiele radioactieve isotoop van thallium, een hoofdgroepmetaal. De isotoop komt van nature niet op Aarde voor.
Thallium-209 kan ontstaan door radioactief verval van kwik-209 of bismut-213.
{\displaystyle {\ce {{^{209}_{80}Hg}->{^{209}_{81}Tl}+{e^{-}}+{\bar {\nu }}_{e}}}}
{\displaystyle {\ce {{^{213}_{83}Bi}->{^{209}_{81}Tl}+\,_{2}^{4}\alpha }}}

## Radioactief verval
Thallium-209 vervalt door β−-verval tot de radio-isotoop lood-209:
{\displaystyle {\ce {{^{209}_{81}Tl}->{^{209}_{82}Pb}+{e^{-}}+{\bar {\nu }}_{e}}}}
De halveringstijd bedraagt 130 seconden
176Tl · 177Tl · 177mTl · 178Tl · 179Tl · 179mTl · 180Tl · 181Tl · 181mTl · 182Tl · 182m1Tl · 182m2Tl · 183Tl · 183m1Tl · 183m2Tl · 184Tl · 184m1Tl · 184m2Tl · 185Tl · 185mTl · 186Tl · 186m1Tl · 186m2Tl · 187Tl · 187mTl · 188Tl · 188m1Tl · 188m2Tl · 189Tl · 189mTl · 190Tl · 190m1Tl · 190m2Tl · 190m3Tl · 191Tl · 191mTl · 192Tl · 192m1Tl · 192m2Tl · 193Tl · 193mTl · 194Tl · 194mTl · 195Tl · 195mTl · 196Tl · 196mTl · 197Tl · 197mTl · 198Tl · 198m1Tl · 198m2Tl · 198m3Tl · 199Tl · 199mTl · 200Tl · 200m1Tl · 200m2Tl · 201Tl · 201mTl · 202Tl · 202mTl · 203Tl · 203mTl · 204Tl · 204m1Tl · 204m2Tl · 204m3Tl · 205Tl · 205m1Tl · 205m2Tl · 206Tl · 206mTl · 207Tl · 207mTl · 208Tl · 209Tl · 210Tl · 211Tl · 212Tl · 213Tl · 214Tl · 215Tl · 216Tl · 217Tl · 218Tl